# Kazuki Segawa
Kazuki Segawa (瀬川 和樹 Segawa Kazuki?), född 25 april 1990 i Hiroshima prefektur, är en japansk fotbollsspelare.
Segawa började sin karriär 2013 i Thespakusatsu Gunma. Efter Thespakusatsu Gunma spelade han för Montedio Yamagata, Renofa Yamaguchi FC och Tochigi SC.